# 香港革新論
《香港革新論》是一本2015年出版的香港政治學和社會學叢書，由香港學者方志恒主編，主張以「革新保港，民主自治，永續自治」為綱領，建構在「民主回歸論」和「獨立建國論」以外，香港前途的「第三種想像」。

## 目錄
- 自序：在後政改時代，為我城思考新論述 / 方志恒
- 全書綱領：革新保港 民主自治 永續自治 —— 香港前途宣言 / 方志恒

- I. 自由靈魂 主體意識
  - 1. 喚醒我城的自由靈魂 —— 書寫香港的自由故事 / 黃冠能
  - 2. 在地的核心價值 —— 香港人主體意識的前世今生 / 何俊霆
  - 3. 港式國族主義 —— 從種族血緣論到公民價值論 / 陳智傑

- II. 香港我城 民主自治
  - 4. 論香港「自治共同體」—— 對左翼論者的一些回應 / 鄺健銘、何俊霆
  - 5. 港式雙首長制 —— 拉闊民主自治想像的政制方案 / 房吉祥
  - 6. 不羈放縱愛自由 —— 以社會為中心的民間自治想像 / 鄺健銘
  - 7. 守護香港主體性，是永續自治的基礎 —— 世界各地民主自治制度縱橫談 / 吳凱宇

- III. 革新保港 在地抗爭
  - 8. 普選以外，更需在地抵抗政治操控 —— 選舉專制政體下的新本土民主運動 / 周日東、雷浩昌
  - 9. 建制派如何在選舉屈機？—— 從區議會到立法會的選舉操控 / 區諾軒
  - 10. 建制派如何築起選舉長城？—— 透視地區活動的撥款過程 / 林立志
  - 11. 國民教育，早已滲入教育肌理 —— 抵抗無孔不入的洗腦贏心工程 / 田方澤
  - 12. 寒蟬處處的學術界 —— 守護我城學者有種責任 / 施家潤、柯衍健
  - 13. 赤色風暴下的法律界 —— 我城法律精英的時代使命 / 鄺英豪
  - 14. 媒體操控下的新聞界 —— 風雨中抱緊新聞自由 / 陳智傑

- IV. 革新保港 香港優勢
  - 15. 要五十年不變，博弈策略就得變 —— 從小國生存之道看港陸關係 / 袁彌昌
  - 16. 捍衛國際金融中心地位，就是捍衛香港 —— 剖析港陸之間的利害關係 / 易汶健
  - 17. 推動我城的國際地位 —— 從官方事務到民間外交 / 楊庭輝
  - 18. 華南文化圈 —— 重建被遺忘的區域腹地 / 鄺健銘
  - 19. 復興我城的文化軟實力 —— 以香港電影業為案例 / 何偉倫
  - 20. 重奪我城的劇本 —— 香港需要的區域規劃方案 / 李耀基

- 後記：2047大決戰？—— 在主體意識與中國因素之間思考 / 王慧麟

## 評價
- 本土派學者孔誥烽：如果戰鬥格的陳雲《城邦論》與港大學苑的《民族論》是重口味的深焙咖啡，那麽與人爲善的《革新論》便算是為大家提供一個淺焙口味新選擇的嘗試。香港本土論述多樣化，可喜可賀。[2]
- 《香港民族論》作者之一梁繼平：較溫和的主張亦有其策略性意義，有助爭取更廣泛群眾的支持，及增加談判桌上另一方去讓步的誘因，而《香港革新論》則是在溫和論述中，值得香港人留意和討論的作品。[2]
- 佔領中環運動發起人戴耀廷：在「後雨傘時代」，我們需要新的思維去引領『自覺、自主』的『香港人民』走一條『自決、自治』的路。方志恒及一眾年輕學者，正正在最適當的時候，為香港注入一套能開闢出一條新道路的新論述。[2]
- 學聯秘書長羅冠聰：作者在總綱提出清晰的方向：『革新保港、民主自治、永續自治』，雖然不是突破、創新的論述，但它把零散的主張以一套有系統的政治語言疏理出來，借鑒外地經驗，利用『第三種想像』、『社會包圍政權』、『公民社會聯線作戰』等用語整合，從而推進公民社會討論。[3]
- 台灣學者吳介民：《香港革新論》的論述軸線，把原先仍帶有素樸氣息（或略顯粗糙）的「本土政治運動」論述，做了開拓性的努力，嘗試提出一條「新政運路線」。[3]
- 台灣學者何明修：《香港革新論》最重要的貢獻在於「少談些主義、多研究些問題」的實務取向。[4]
- 香港學者呂大樂：《香港革新論》一書的二十四位年青作者，認真的進行反思，大膽拋出了二十二個課題（包括全書綱領和後記）供關心香港政治的讀者探討，如何在這個悶局之中尋找「革新保港，民主自治」的新的出路，這需要智慧的同時，亦需要勇氣。[2]
- 流亡海外作家余杰：《香港革新論》一书，是一群香港年轻世代的知识精英为香港的前途而战的思想结晶。从主编方志恆以下的二十四位作者，要么是任教于香港各大学的年轻学者，要么是活跃在学运和社运前线的先锋，要么是泛民政党的明日之星，要么仍然在本港或欧美名校攻读学位的学子。他们术业有专攻，人生方向也各不相同，但最大的共通点就是活力四射的年龄和对香港深沉的爱与关怀[5]。
- 香港學者許寶強：「儘管方的想法還有待深化完善，部分分析立論亦可以商榷，但他們勇於直面未來、敢於談論願景，以至提出香港前途的新的想像，顯然是下一波民運無法迴避之路。」[6]

## 爭議
《香港革新論》出版後，香港城邦論提出者陳雲在2015年7月22日於Facebook發表帖文，指稱「《香港革新論》很多均是沒有創意的理論，都是抄襲陳雲的理論，但是卻不要陳雲」。10月12日時，陳雲再於Facebook發表帖文，點名指方志恒在明報發表的文章《重構香港的自治權》 沿用了其《香港城邦論》的理論觀點而未加註解，特別是《基本法》將香港自主權成文化（codified）一點。陳雲亦稱，他在2015年6月14日於《紐約時報》撰寫的英文評論文章，已概述了有關觀點。
方志恒隨即在《香港革新論》的Facebook專頁回應，指他在新書分享會及傳媒訪問時，均曾多次公開表示受到陳雲的理論啟發，希望能夠拉闊本土論述光譜，而他本人亦非常敬重陳雲在本土論述上的江湖地位；至於部份被指抄襲的觀點，方志恒表示其實早已收錄在《香港革新論》內，而《香港革新論》是在2015年5月底定稿、6月初交付台灣「漫遊者出版社」排版和印刷的，時間上稍稍早於陳雲所指在6月14日於《紐約時報》發表的英文評論，所以並沒有抄襲的情況。陳雲對此回覆道：「可以了。因為之前未留意大作同仁的新書發佈會有提及香港城邦論。失覺了。」

## 外部連結
- 香港革新論的Facebook專頁
- 在香港獨立媒體上的頁面 （页面存档备份，存于）